# Owen Davidson
Owen Keir Davidson (Melbourne, 4 oktober 1943 – Conroe (Texas), 12 mei 2023) was een professioneel tennisspeler uit Australië.

## Carrière
Davidson behaalde zijn grootste successen in het dubbelspel. Hij won samen met zijn landgenoot Ken Rosewall de titel tijdens het Australian Open 1972 in het herendubbelspel. Een jaar jaar later won hij samen met John Newcombe de titel op het US Open 1973.
In het gemengd dubbelspel won Davidson elf grandslamtitels waaronder één gedeelde titel. In 1967 won Davidson alle vier grandslamtitels in het gemengd dubbelspel. Met tien ongedeelde grandslamtitels is Davidson recordhouder in het gemengd dubbelspel bij de mannen, dit record deelt hij met zijn landgenoot Ken Fletcher en de Indiër Leander Paes.

## Resultaten grandslamtoernooien
| Legenda | Legenda                          |
| ------- | -------------------------------- |
| g.t.    | geen toernooi gehouden           |
| l.c.    | lagere categorie                 |
| –       | niet deelgenomen                 |
| G       | uitgeschakeld in de groepsfase   |
| 1R      | uitgeschakeld in de eerste ronde |
| 2R      | uitgeschakeld in de tweede ronde |
| 3R      | uitgeschakeld in de derde ronde  |
| 4R      | uitgeschakeld in de vierde ronde |
| KF      | uitgeschakeld in de kwartfinale  |
| HF      | uitgeschakeld in de halve finale |
| F       | de finale verloren               |
| W       | het toernooi gewonnen            |
| w-v     | winst/verlies-balans             |

### Enkelspel
| Toernooi        | 1962 | 1963 | 1964 | 1965 | 1966 | 1967 | 1968 | 1969 | 1970 | 1971 | 1972 | 1973 | 1974 |
| --------------- | ---- | ---- | ---- | ---- | ---- | ---- | ---- | ---- | ---- | ---- | ---- | ---- | ---- |
| Australian Open | KF   | KF   | KF   | KF   | 3R   | KF   | –    | –    | –    | 2R   | 2R   | –    | –    |
| Roland Garros   | 2R   | 4R   | 2R   | 1R   | 2R   | KF   | –    | –    | –    | –    | –    | –    | –    |
| Wimbledon       | 3R   | 3R   | –    | 1R   | HF   | 2R   | 1R   | 2R   | 3R   | 3R   | –    | 4R   | 1R   |
| US Open         | –    | 3R   | 3R   | –    | KF   | KF   | –    | 2R   | 1R   | 2R   | 2R   | 2R   | 2R   |

### Mannendubbelspel
| Toernooi        | 1961 | 1962 | 1963 | 1964 | 1965 | 1966 | 1967 | 1968 | 1969 | 1970 | 1971 | 1972 | 1973 | 1974 | 1975 | 1976 | 1977 | 1977 | 1978 | 1979 | 1980 |
| --------------- | ---- | ---- | ---- | ---- | ---- | ---- | ---- | ---- | ---- | ---- | ---- | ---- | ---- | ---- | ---- | ---- | ---- | ---- | ---- | ---- | ---- |
| Australian Open | 2R   | KF   | HF   | HF   | HF   | HF   | F    | –    | –    | –    | KF   | W    | –    | –    | –    | –    | –    | –    | –    | –    | –    |
| Roland Garros   | –    | –    | –    | –    | –    | –    | –    | 3R   | –    | –    | –    | –    | –    | –    | –    | –    | –    | –    | –    | –    | –    |
| Wimbledon       | –    | 1R   | 4R   | –    | 2R   | F    | HF   | 2R   | 2R   | 3R   | KF   | –    | 2R   | 2R   | 3R   | –    | –    | –    | –    | –    | 1R   |
| US Open         | –    | –    | –    | –    | –    | –    | F    | –    | 3R   | KF   | KF   | F    | W    | 2R   | –    | –    | –    | –    | –    | –    | 2R   |

### Gemengddubbelspel
| Toernooi        | 1962 | 1963 | 1964 | 1965 | 1966 | 1967 | 1968                   | 1969                   | 1970                   | 1971                   | 1972                   | 1973                   | 1974                   | 1975                   | 1976                   | 1977                   | 1978                   | 1979                   | 1980                   | 1981                   | 1982                   | 1983                   | 1984                   | 1985                   | 1986 | 1987 |
| --------------- | ---- | ---- | ---- | ---- | ---- | ---- | ---------------------- | ---------------------- | ---------------------- | ---------------------- | ---------------------- | ---------------------- | ---------------------- | ---------------------- | ---------------------- | ---------------------- | ---------------------- | ---------------------- | ---------------------- | ---------------------- | ---------------------- | ---------------------- | ---------------------- | ---------------------- | ---- | ---- |
| Australian Open | –    | 1R   | HF   | F    | KF   | W    | geen gemengddubbelspel | geen gemengddubbelspel | geen gemengddubbelspel | geen gemengddubbelspel | geen gemengddubbelspel | geen gemengddubbelspel | geen gemengddubbelspel | geen gemengddubbelspel | geen gemengddubbelspel | geen gemengddubbelspel | geen gemengddubbelspel | geen gemengddubbelspel | geen gemengddubbelspel | geen gemengddubbelspel | geen gemengddubbelspel | geen gemengddubbelspel | geen gemengddubbelspel | geen gemengddubbelspel | g.t. | –    |
| Roland Garros   | –    | 1R   | –    | HF   | 1R   | W    | F                      | –                      | –                      | –                      | –                      | –                      | –                      | –                      | –                      | –                      | –                      | –                      | –                      | –                      | –                      | –                      | –                      | –                      | 1R   | –    |
| Wimbledon       | 3R   | 2R   | –    | 3R   | 2R   | W    | HF                     | KF                     | 2R                     | W                      | –                      | W                      | W                      | –                      | –                      | –                      | –                      | 2R                     | 1R                     | –                      | 3R                     | 2R                     | 1R                     | 1R                     | 1R   | 2R   |
| US Open         | –    | HF   | –    | –    | W    | W    | –                      | –                      | KF                     | W                      | HF                     | W                      | HF                     | –                      | –                      | –                      | –                      | –                      | –                      | –                      | 1R                     | –                      | 1R                     | –                      | 1R   | –    |